# Dolcinópolis
Dolcinópolis este un oraș în São Paulo (SP), Brazilia.